# Pete Hoekstra
Peter „Pete” Hoekstra (ur. 30 października 1953) – amerykański polityk, członek Partii Republikańskiej.
W latach 1993–2011 przez dziewięć kolejnych dwuletnich kadencji Kongresu Stanów Zjednoczonych był przedstawicielem drugiego okręgu wyborczego w stanie Michigan w Izbie Reprezentantów Stanów Zjednoczonych.